# Aulocorypha punctulata
Aulocorypha punctulata är en insektsart som beskrevs av Berg 1879. Aulocorypha punctulata ingår i släktet Aulocorypha och familjen kilstritar. Inga underarter finns listade i Catalogue of Life.